# Bat Out of Hell
Bat Out of Hell ist das zweite Studioalbum des US-amerikanischen Rocksängers Meat Loaf. Es erschien 1977. Die Lieder wurden von Jim Steinman geschrieben.

## Hintergrund
Musikalisch ist das Album von Steinmans bombastischem Stil geprägt. Einige Titel, wie zum Beispiel Bat Out of Hell selbst, stammen aus seinem zuvor geschriebenen Musical Neverland. Als stilistische Inspirationsquelle gilt gemäß Steinman das 1975 erschienene Album Born to Run und insbesondere das Stück Thunder Road von Bruce Springsteen. Zwei Musiker aus Springsteens Band wirken auch auf Bat out of Hell mit, was die Ähnlichkeit des Sounds noch verstärkt.
Meat Loaf und Jim Steinman hatten zunächst Schwierigkeiten, einen Produzenten und ein Label zu finden. Nach längerer Suche stießen sie schließlich auf den Gitarristen und Produzenten Todd Rundgren sowie auf das Label Cleveland International Records. Das Album wurde nicht zum sofortigen Erfolg; es verkaufte sich eher langsam, wurde aber dann mit etwa 43 Millionen Kopien zu einem der meistverkauften Alben aller Zeiten.
1993 erschien der Nachfolger Bat Out of Hell II: Back into Hell mit dem Hit I’d Do Anything for Love (But I Won’t Do That). Im Oktober 2006 erschien der dritte Teil, Bat Out of Hell III: The Monster Is Loose. Entgegen den ersten beiden Teilen war bei Bat Out of Hell III Jim Steinman nicht in das Projekt involviert, sieben seiner Lieder wurden jedoch gecovert bzw. aus Musicals übernommen. Die Produktion hatte stattdessen Desmond Child übernommen.
Im Laufe der Zeit sind etliche Wiederveröffentlichungen des Albums erschienen, hauptsächlich auf Compact Disc, aber auch auf Super Audio Compact Disc. Dabei handelt es sich teils um remasterte Ausgaben, teils um spezielle Ausführungen im Rahmen bestimmter Serien wie etwa innerhalb der CD-Serie Sony Mastersound – Collector’s Edition als remasterter Tonträger (Sony Super Bit Mapping [SBM]) im Gold-Look oder als schwarze CD im Retro-Schallplatten-Look aus der Serie Spiegel Edition – The Vinyl Classic, bei der die Labelseite eine Vinylrillenoptik aufweist.
2001 erschien das Album zusammen mit drei Bonustracks. Beim ersten Bonustrack handelt es sich um Great Boléros of Fire, das als Ouvertüre der Bat out of Hell Livekonzerte diente und als Ewigkeit auch in dem Musical Tanz der Vampire zu hören ist. Der zweite ist eine Live-Fassung von Bat out of Hell (11:10), der dritte das Lied Dead Ringer for Love (4:21), das ebenfalls aus der Feder von Jim Steinman stammt.
Ein auf dem Album basierendes gleichnamiges Musical feierte am 17. Februar 2017 in Manchester Uraufführung und war seitdem auch in London und Toronto sowie auch in deutschsprachiger Erstaufführung in Oberhausen zu sehen.

## Titelliste
Alle Titel wurden von Jim Steinman geschrieben.
1. Bat Out of Hell (9:51)
2. You Took the Words Right Out of My Mouth (Hot Summer Night) (5:04)
3. Heaven Can Wait (4:41)
4. All Revved Up with No Place to Go (4:20)
5. Two Out of Three Ain’t Bad (5:25)
6. Paradise by the Dashboard Light (8:28)
7. For Crying Out Loud (8:44)

## Rezensionen
Das Musikzeitschrift Rolling Stone führt Bat Out of Hell auf seiner Liste der 500 besten Alben aller Zeiten auf Platz 343. Die Zuschauer des englischen Fernsehmagazins Top Gear wählten das Lied Bat Out of Hell auf Platz 3 der Top Gear’s Top 5 Ultimate Driving Songs.

## Kommerzieller Erfolg

### Chartplatzierungen
| ChartsChartplatzierungen       | Höchstplatzierung | Wochen |
| ------------------------------ | ----------------- | ------ |
| Deutschland (GfK)              | 11 (67 Wo.)       | 67     |
| Österreich (Ö3)                | 30 (1 Wo.)        | 1      |
| Schweiz (IFPI)                 | 9 (3 Wo.)         | 3      |
| Vereinigte Staaten (Billboard) | 13 (83 Wo.)       | 83     |
| Vereinigtes Königreich (OCC)   | 3 (530 Wo.)       | 530    |

| ChartsJahrescharts (1978) | Platzierung |
| ------------------------- | ----------- |
| Deutschland (GfK)         | 22          |

### Auszeichnungen für Musikverkäufe
2014 erhielt Bat Out of Hell in Australien zum 25. Mal eine Platinauszeichnung und überholte damit das Album Whispering Jack von John Farnham, womit es das meistverkaufte Album der australischen Musikgeschichte ist.
| Land/Region                  | Auszeichnungen für Musikverkäufe (Land/Region, Auszeichnung, Verkäufe) | Verkäufe    |
| ---------------------------- | ---------------------------------------------------------------------- | ----------- |
| Australien (ARIA)            | 26× Platin                                                             | 1.820.000   |
| Dänemark (IFPI)              | 2× Platin                                                              | 40.000      |
| Deutschland (BVMI)           | Platin                                                                 | 500.000     |
| Europa (IFPI)                | Platin                                                                 | (1.000.000) |
| Kanada (MC)                  | 2× Diamant                                                             | 2.000.000   |
| Neuseeland (RMNZ)            | 17× Platin                                                             | 255.000     |
| Niederlande (NVPI)           | 2× Platin                                                              | 200.000     |
| Vereinigte Staaten (RIAA)    | 14× Platin                                                             | 14.000.000  |
| Vereinigtes Königreich (BPI) | 12× Platin                                                             | 3.600.000   |
| Insgesamt                    | 65× Platin · 3× Diamant ·                                              | 22.415.000  |

Hauptartikel: Meat Loaf/Auszeichnungen für Musikverkäufe